# Association for the Study of Peak Oil and Gas

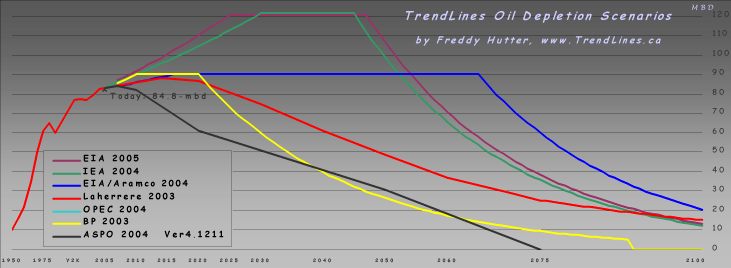
Olika scenario

ASPO, kort för Association for the Study of Peak Oil and Gas, är en organisation som försöker förutsäga när oljetoppen kommer att inträffa. ASPO initierades av Colin Campbell 2001 och grundades i Uppsala 2002 i samband med att man höll sin första konferens. En av medgrundarna var den svenske professorn Kjell Aleklett.